# Williams FW08
A Williams FW08 egy Formula–1-es versenyautó, melyet a Williams csapat tervezett és indított az 1982-es Formula–1 világbajnokság ötödik futamától kezdve, valamint az utolsó versenyt leszámítva az 1983-as bajnoki küzdelmekben is, FW08C néven. Pilótái 1982-ben Derek Daly és Keke Rosberg voltak, 1983-ban pedig Rosberg mellett Jacques Laffite, valamint az európai nagydíjon harmadik versenyzőként és tesztpilótaként Jonathan Palmer. Habár 1982-ben mindössze egyetlen győzelmet szerzett, Rosberg világbajnok lett az autóval.

## Áttekintés
Az FW07-es kasztnijának továbbfejlesztésével készült. Fontos eltérés volt a rövidebb tengelytáv és a merevebb váz, amire a nagyobb erőhatások és az 1981-től kezdve előírt minimális hasmagasság miatt volt szükség. Miközben a McLaren és más csapatok már a szénszálas karosszériával kísérleteztek, Patrick Head tervező megmaradt az alumíniumnál. Az autó Keke Rosberg agresszív vezetési stílusa mentén lett megalkotva, és az 1982-es svájci nagydíjat meg is tudta vele nyerni, valamint további dobogós helyezéseket szerzett. Akár az autó debütáló versenyét, a belga nagydíjat is megnyerhette volna, ha gumiproblémák miatt nem esik vissza.
Szélcsatornatesztek során kiderült, hogy az autó leszorítóerő/légellenállás aránya kitűnő, ami aerodinamikailag rendkívül hatékonnyá tette. Ennek köszönhetően tudott Rosberg csatázni az erősebb turbómotoros autókkal. 1982 során számtalanszor előfordult, hogy az időmérő edzéseken és a futamokon Rosberg első szárny nélkül indult, mert a leszorítóerő, amit a kasztni alján található Venturi-csatornák generáltak, olyan hatalmas volt, hogy nem is volt rá szükség. Első szárny nélkül jobb volt a légellenállás is, aminek köszönhetően a Ford-Cosworth DFV motoros autók közül egyértelműen a leggyorsabb volt az egyenesekben. Ez, Rosberg technikai tudása, és az autó kisebb tömege a robusztus turbómotorosokkal szemben tette olyan eredményessé.
FW08B néven készült egy hatkerekű kísérleti változat is, négy hajtott hátsó és két első kerékkel, ami az FW07D-ből lett továbbfejlesztve, és soha nem versenyzett. Ennek oka Patrick Head szerint az volt, hogy a FOCA-n (a konstruktőrök szövetségén) belül valaki azt mondta, hogy túl költséges lenne és kaotikus a boxkiállásoknál. Az FIA ezután meg is szabta, hogy az autók négykerekűek lehetnek csak, és ebből kettő lehet hajtott.
Az 1983-as idényt már az FW08C névre keresztelt új változattal versenyezték végig. Az új szabályok gyakorlatilag megálljt parancsoltak a hatalmas szívóhatást használó autóknak, és lapos padlólemezt írtak elő. Daly helyére visszatért 1974 után Laffite második versenyzőként. Rosberg rögtön pole pozícióval nyitotta az évet (ez volt a Ford-Cosworth DFV motoros autók által utolsónak szerzett pole), Monacóban pedig győzni is tudott. Igaz, a brazil nagydíjról kizárták, mert a boxutcában megtolták az autóját, miután tankolás közben kigyulladt, ami tilos volt. A második helyét elvették, viszont senki nem kapta meg helyette, így ez azon ritka esetek egyike volt, ahol másodikként senki nem ért célba. Végül a bajnoki küzdelmekben ötödik lett, a Williams pedig konstruktőri negyedik - a turbómotorok egyre nagyobb dominanciája miatt ez is szép eredmény volt, a szívómotoros csapatok közt a legjobb.
1983 júliusában a Donington Parkban Ayrton Senna is vezethette az autót egy teszt erejéig. Senna 40 kört tett meg és egyértelműen gyorsabban vezette az autót, mint mindenki más, Frank Williams mégsem ajánlott neki ülést 1984-re, mert már lekötött pilótapárosuk volt. Csak tíz év elteltével került újra szóba, hogy a csapatnál versenyezhet.
Az idényt Dél-Afrikában már a turbómotoros FW09-cel zárták, így az FW08C utolsó versenye a Brands Hatch-ben tartott európai nagydíj volt. Ekkor még megengedték a szabályok harmadik pilóta nevezését, ezért Jonathan Palmer is versenyezhetett. Ugyancsak Brands Hatch-ben rendezték az éves Race of Champions versenyt, melyet Rosberg megnyert - ez volt az utolsó Formula–1-es futam, aminek eredménye nem számított bele a bajnokság végeredményébe.
1985-ben két FW08C-t versenyeztetett a PMC Motorsport a Formula–3000 egyes futamain. Ekkor Thierry Tassin és Lamberto Leoni versenyzett velük. Leoni két harmadik helyet ért el.
Az autó alkalmanként felbukkan különféle rendezvényeken, 2023-ban Jamie Chadwick vezethette a goodwood-i sebességfesztiválon.

## Eredmények
Félkövérrel jelölve a pole pozíció, dőlt betűvel a leggyorsabb kör.
| Év   | Csapat                   | Kasztni | Motor             | Gumik | Pilóták         | 1   | 2   | 3   | 4   | 5   | 6   | 7   | 8   | 9   | 10  | 11  | 12  | 13  | 14  | 15  | 16  | Pontok. | Helyezés |
| ---- | ------------------------ | ------- | ----------------- | ----- | --------------- | --- | --- | --- | --- | --- | --- | --- | --- | --- | --- | --- | --- | --- | --- | --- | --- | ------- | -------- |
| 1982 | TAG Williams Racing Team | FW08    | Ford-Cosworth DFV | G     |                 | RSA | BRA | USW | SMR | BEL | MON | DET | CAN | NED | GBR | FRA | GER | AUT | SUI | ITA | CPL | 58      | 4.       |
| 1982 | TAG Williams Racing Team | FW08    | Ford-Cosworth DFV | G     | Keke Rosberg    |     |     |     |     | 2   | KI  | 4   | KI  | 3   | KI  | 5   | 3   | 2   | 1   | 8   | 5   | 58      | 4.       |
| 1982 | TAG Williams Racing Team | FW08    | Ford-Cosworth DFV | G     | Derek Daly      |     |     |     |     | KI  | 6   | 5   | 7   | 5   | 5   | 7   | KI  | KI  | 9   | KI  | 6   | 58      | 4.       |
| 1983 | TAG Williams Racing Team | FW08C   | Ford-Cosworth DFV | G     |                 | BRA | USW | FRA | SMR | MON | BEL | DET | CAN | GBR | GER | AUT | NED | ITA | EUR | RSA |     | 38**    | 4.       |
| 1983 | TAG Williams Racing Team | FW08C   | Ford-Cosworth DFV | G     | Keke Rosberg    | KIZ | KI  | 5   | 4   | 1   | 5   | 2   | 4   | 11  | 10  | 8   | KI  | 11  | KI  |     |     | 38**    | 4.       |
| 1983 | TAG Williams Racing Team | FW08C   | Ford-Cosworth DFV | G     | Jacques Laffite | 4   | 4   | 6   | 7   | KI  | 6   | 5   | KI  | 12  | 6   | KI  | KI  | NK  | NK  |     |     | 38**    | 4.       |
| 1983 | TAG Williams Racing Team | FW08C   | Ford-Cosworth DFV | G     | Jonathan Palmer |     |     |     |     |     |     |     |     |     |     |     |     |     | 13  |     |     | 38**    | 4.       |

* 14 pontot szereztek az FW07C-vel
** mivel a Williams az 1983-as idény utolsó versenyét Honda-turbómotoros autóval teljesítette, így az akkori szabályok szerint a szívó- és turbómotoros autóval elért eredmények külön konstruktőrnek számítottak

## Forráshivatkozások
1. ↑  Williams F1 - The All Time Greatest Williams Drivers 2. m.f1network.net. (Hozzáférés: 2025. január 29.)
2. ↑  1982 Williams FW08 Cosworth - Images, Specifications and Information. Ultimatecarpage.com. (Hozzáférés: 2025. január 29.)
3. ↑  F1 Rejects - The 'BETA vs VHS' Award. web.archive.org, 2010. december 27. [2010. december 27-i dátummal az eredetiből archiválva]. (Hozzáférés: 2025. január 29.)
4. ↑  Latest Formula 1 Breaking News - Grandprix.com. www.grandprix.com. (Hozzáférés: 2025. január 29.)
5. ↑  https://markhaggan.com/motor-racing/formula-one/the-formula-one-race-where-no-one-finished-second/
6. ↑  Michaelmad: Williams FW08 (amerikai angol nyelven). Williams Racing Fans | F1 News & chat | Cars, races & drivers, 2018. június 14. (Hozzáférés: 2025. január 29.)
7. ↑  Collantine, Keith: Williams FW08C: Senna's first F1 test car (brit angol nyelven). RaceFans, 2012. július 1. (Hozzáférés: 2025. január 29.)
8. ↑  Williams Racing Announces Button, Villeneuve and Chadwick in 2025 Ambassador Line-Up (angol nyelven). Williams Racing. (Hozzáférés: 2025. február 11.)